# 訃報 2009年8月
訃報 2009年8月（ふほう 2009ねん8がつ）では、2009年8月中に物故した、又は物故が報じられた人物についてまとめる。

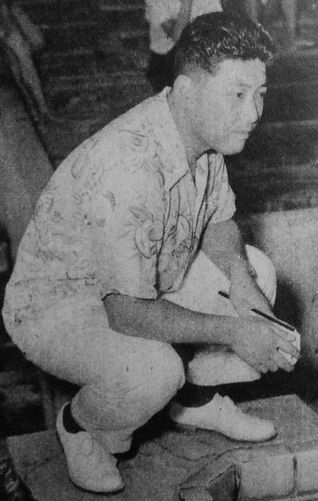
古橋廣之進／8月2日没

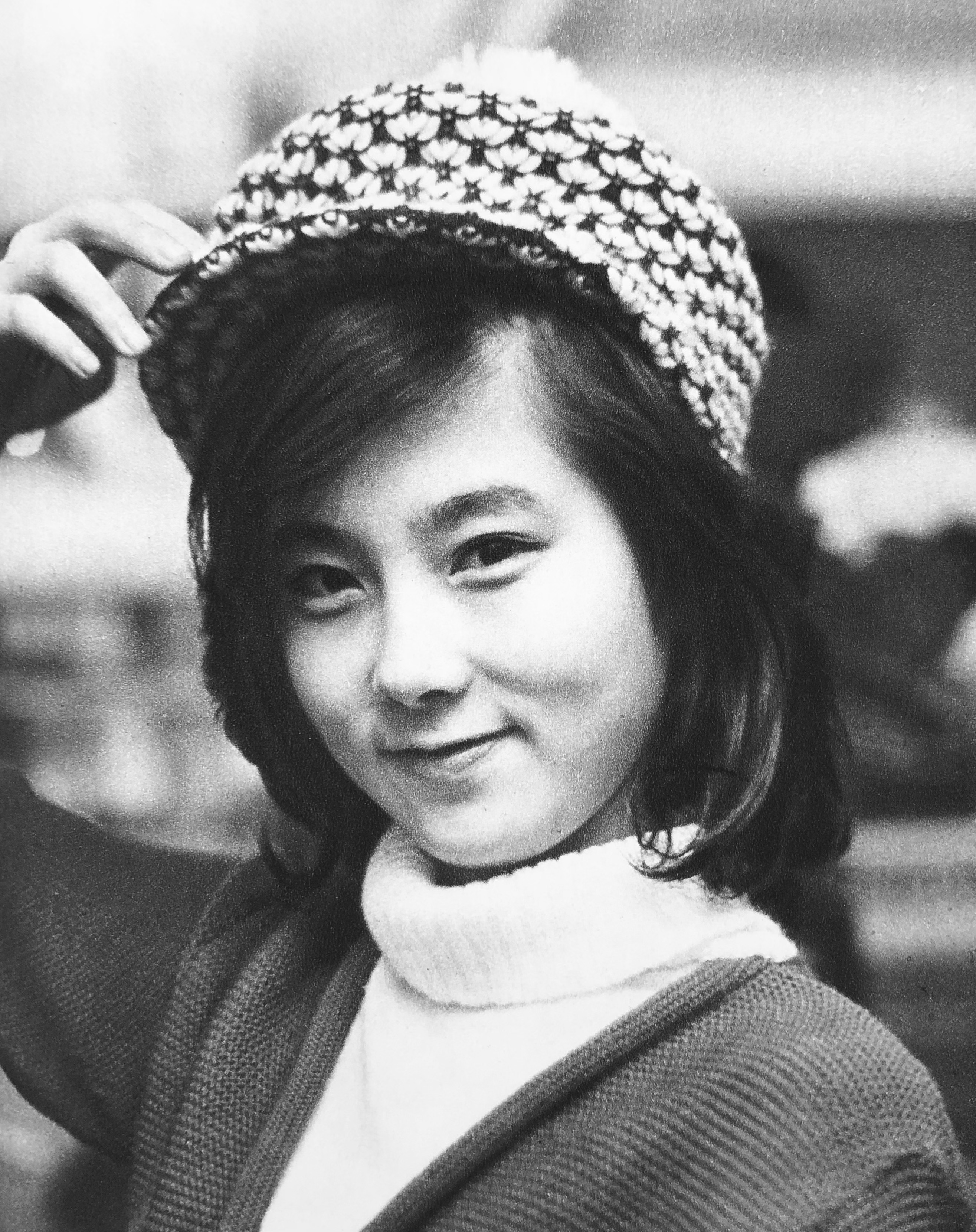
大原麗子／8月3日没

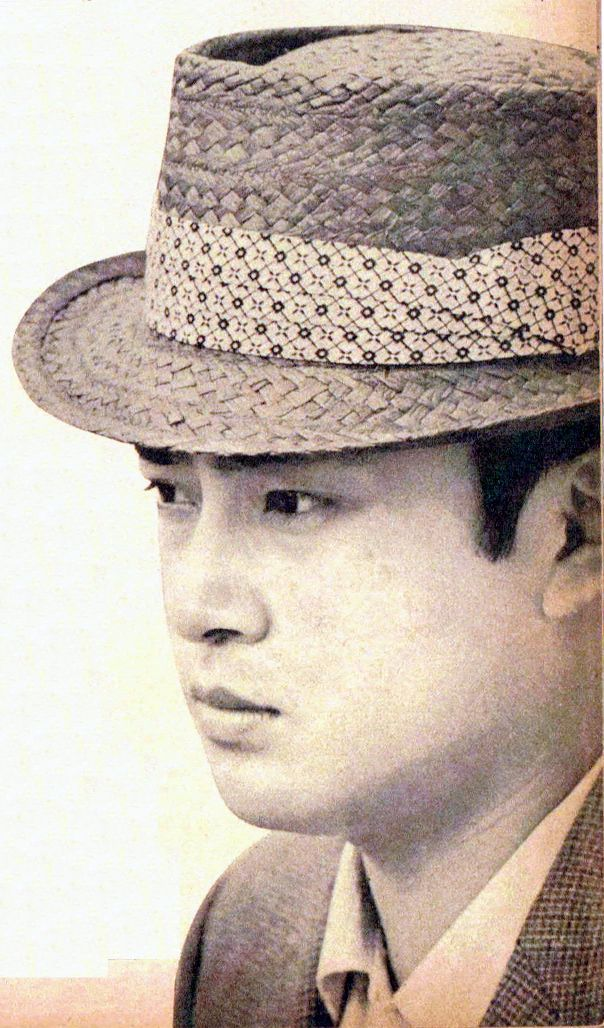
山城新伍／8月12日没

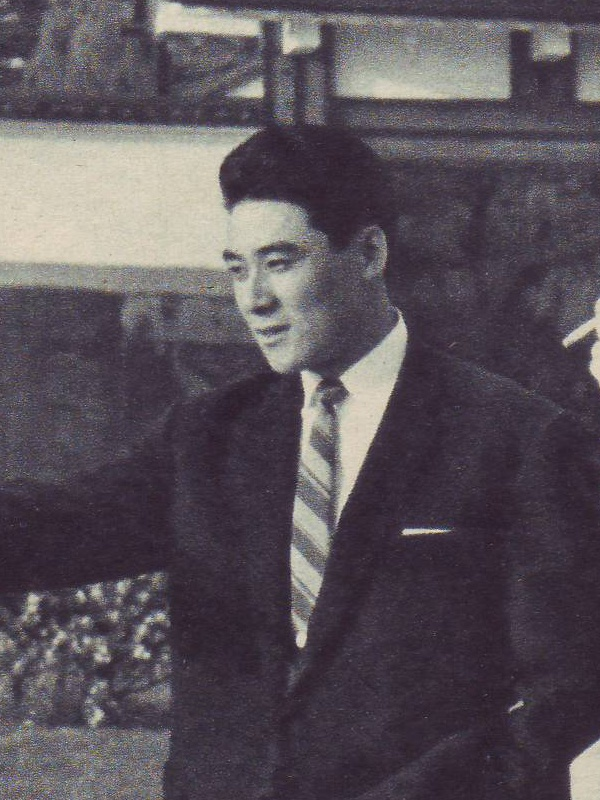
難波昭二郎／8月14日没

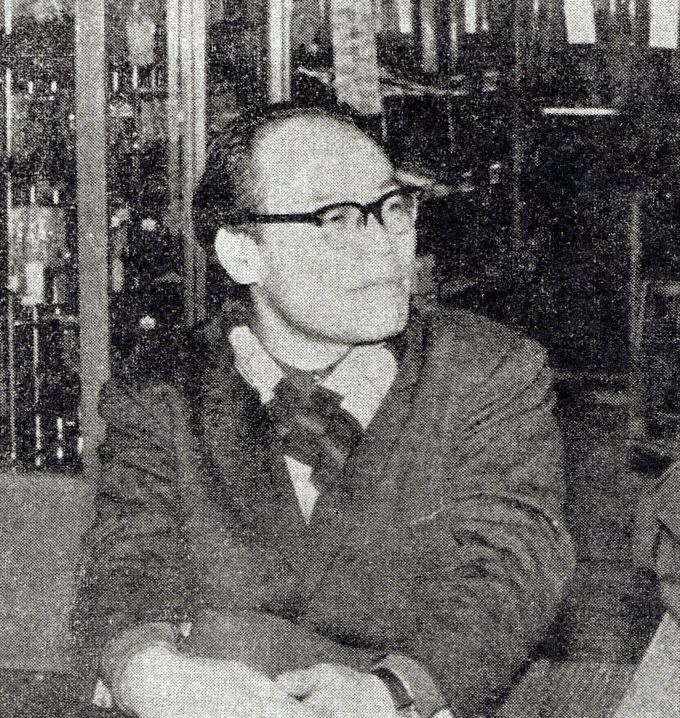
松林宗恵／8月15日没

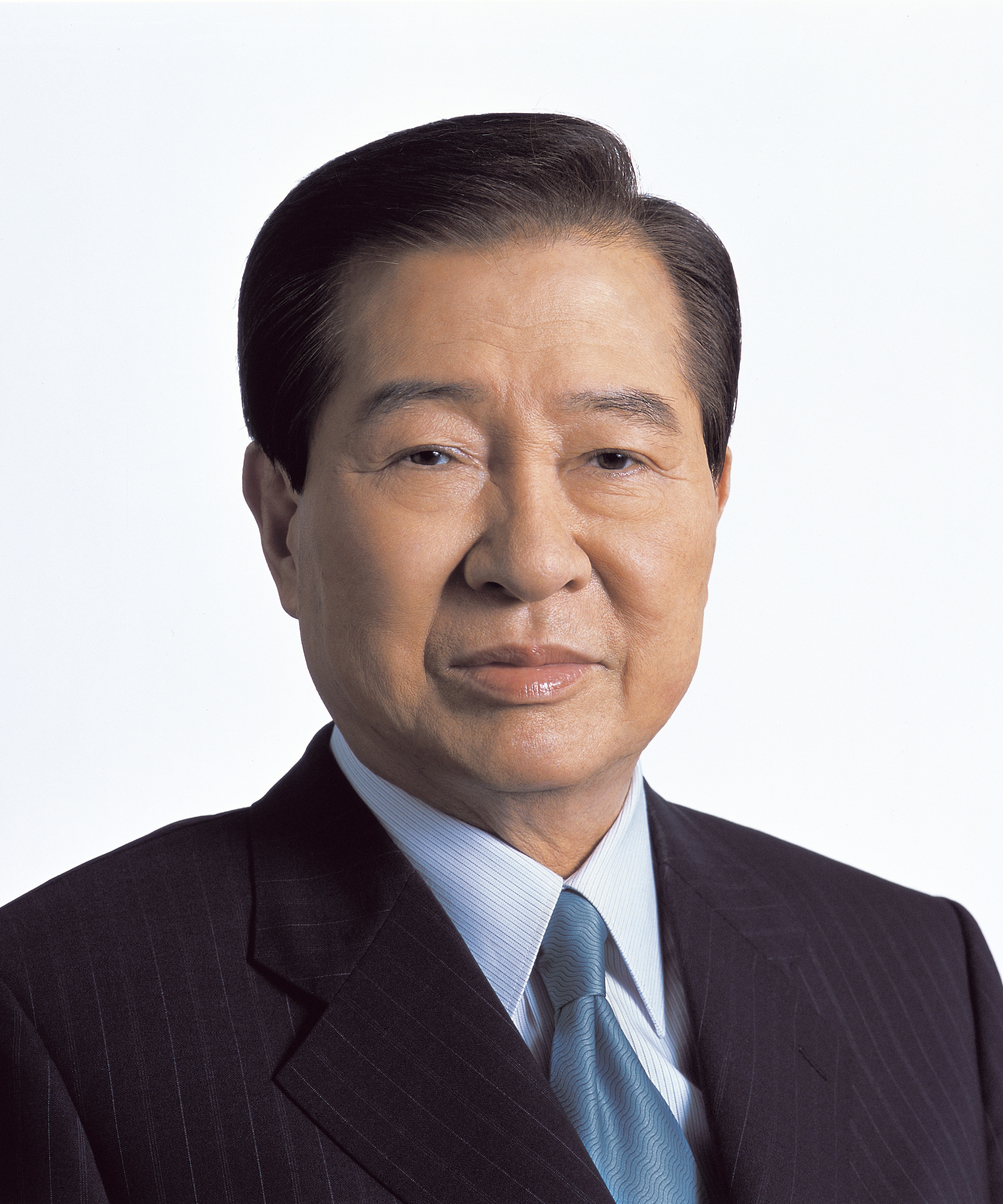
金大中／8月18日没

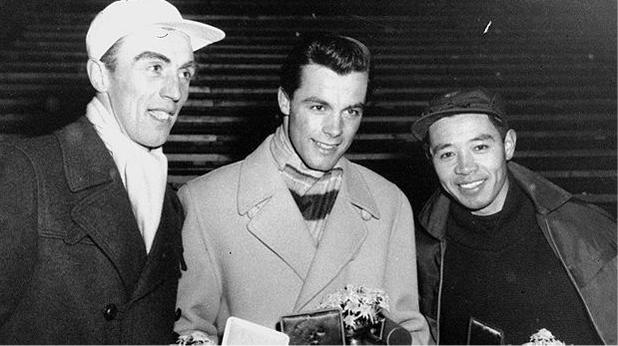
トニー・ザイラー（中央）／8月24日没

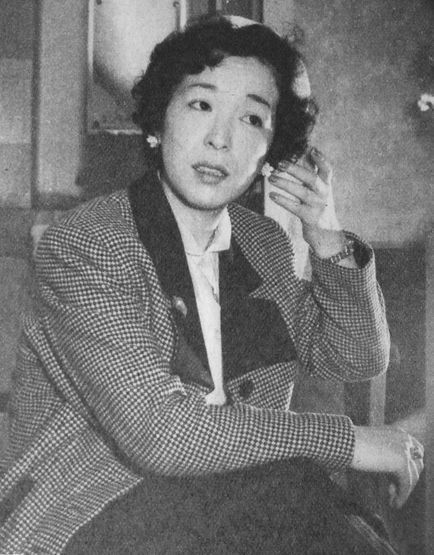
深緑夏代／8月31日没

## （1日 - 15日）
- 8月1日 - ボルカ・ヴチッチ（Borka Vučić）、セルビアの政治家・銀行家（* 1926年）
- 8月1日 - コラソン・アキノ、第11代フィリピン大統領（* 1933年）
- 8月1日 - ナオミ・シムズ（Naomi Sims）、アメリカ合衆国のファッションモデル（* 1948年）
- 8月2日 - 古橋廣之進、 日本の元競泳選手、国際水泳連盟副会長、日本水泳連盟名誉会長、日本オリンピック委員会元会長（* 1928年）
- 8月2日 - ビリー・リー・ライリー（Billy Lee Riley）、アメリカ合衆国のロカビリー歌手（* 1933年）
- 8月2日 - シドニー・ザイオン（Sidney Zion） 、アメリカ合衆国の作家（* 1933年）
- 8月2日 - ヤコブ・キェルセム、ノルウェーの陸上競技選手（* 1925年）
- 8月3日 - 橋元四郎平、日本の元裁判官（* 1923年）
- 8月3日 - ジノヴィー・ヴィソコフスキー（Zinovy Vysokovsky）、ロシア連邦の俳優（* 1932年）
- 8月3日 - 大原麗子、日本の女優（* 1946年）
- 8月4日 - アモス・キーナン（Amos Kenan）、イスラエルの彫刻家（* 1927年）
- 8月4日 - 赤池弘次、統計学者、元統計数理研究所所長（* 1928年）
- 8月4日 - 上杉千年、日本の歴史評論家、教育者（* 1928年）
- 8月4日 - 並木頼寿、歴史学者（* 1948年）
- 8月4日 - スヴェンド・アウケン（Svend Auken）、デンマークの政治家、第16代デンマーク社会民主党党首（* 1943年）
- 8月4日 - フリアン・ラーゴ（Julián Lago）、スペインのジャーナリスト（* 1946年）
- 8月4日 - 趙五連、大韓民国の元競泳選手（* 1952年）
- 8月5日 - 富士谷紹憲、風水師（* 1936年）
- 8月5日 - バイトゥッラー・マフスード、パキスタン・ターリバーン運動指導者（* 1972年）
- 8月6日 - 音羽たかし、作詞家・訳詞家・音楽ディレクター（* 1925年?）
- 8月6日 - 金子正光、医学博士、札幌医科大学名誉教授、同大附属病院救急集中治療部初代教授（* 1933年）
- 8月6日 - 石塚武生、ラグビー指導者、元ラグビー日本代表主将（* 1952年）
- 8月7日 - 田川誠一、日本の政治家、元衆議院議員、第32代自治大臣、元新自由クラブ代表、元進歩党代表（* 1918年）
- 8月7日 - ダンコ・ポポヴィチ（Danko Popović）、セルビアの小説家（* 1928年）
- 8月7日 - マイク・シーガー（Mike Seeger）、アメリカ合衆国のフォークソング歌手（* 1933年）
- 8月7日 - タチアナ・ステパ（Tatiana Stepa）、ルーマニアの民謡歌手（* 1963年）
- 8月8日 - タハ・モーヒエッディン・マールーフ（Taha Muhie-eldin Marouf）、イラク元副大統領（* 1929年）
- 8月8日 - チョネ・ライロモ（Jone Railomo）、フィジーのラグビー選手（* 1981年）
- 8月8日 - ダニエル・ハルケ、スペインのサッカー選手（RCDエスパニョール所属）（* 1983年）
- 8月9日 - 中原望、日鉱美術工芸元社長（* 1930年）
- 8月9日 - 北川隆司、鉱物学者（* 1948年）
- 8月9日 - マッシミリアノ・フィオンデラ（Massimiliano Fiondella）、イタリアのサッカー選手（フィオレンティーナ所属）（* 1968年）
- 8月9日 - トーマス・クノッパー、オランダのレーシング・ドライバー（* 1990年）
- 8月9日 - Jasmine You、日本のロックバンドVersaillesのメンバー（生年非公表）
- 8月10日 - ザレマ・サドゥラエワ、ロシアの人権運動家（* 1974年）
- 8月10日 - アンディ・ケスラー（Andy Kessler）、アメリカ合衆国のスケートボーダー（* 1961年）
- 8月10日 - ウルポ・コルホネン、フィンランドのクロスカントリースキー選手。1952年オスロオリンピック金メダリスト（* 1923年）
- 8月10日 - キラーイ・エデ、フィギュアスケート選手（* 1929年）
- 8月11日 - ユーニス・ケネディ・シュライバー（Eunice Kennedy Shriver）、ジョン・F・ケネディの妹、スペシャルオリンピックス創始者（* 1921年）
- 8月11日 - 児玉久雄、学習院大学名誉教授（* 1923年）
- 8月11日 - ホセ・ラモン・ガルシア・アントン（José Ramón García Antón）、スペインの元政治家（国民党）（* 1948年）
- 8月12日 - カール・フォン・ヘス（Karl Von Hess）、アメリカ合衆国出身の、旧ナチス・ドイツギミックのプロフェッショナル・レスリング選手（* 1919年）
- 8月12日 - 山城新伍、日本の俳優、タレント、司会者（* 1938年）
- 8月13日 - 熊田五郎（熊田千佳慕）、画家、グラフィックデザイナー（* 1911年）
- 8月13日 - レス・ポール、アメリカ合衆国のギタリスト、エレキギター開発者（* 1915年）
- 8月13日 - 長谷川治一、日本の政治家、元千葉県鴨川市長（* 1922年）
- 8月13日 - 高丸修、前旭川商工会議所会頭、旭川トヨタ自動車前代表取締役会長（* 1930年）
- 8月13日 - 海老沢泰久、小説家（* 1950年）
- 8月14日 - 川上紀一、日本の政治家、第9・10代千葉県知事（* 1919年）
- 8月14日 - 難波昭二郎、元プロ野球選手、読売ジャイアンツ、西鉄ライオンズ元内野手、ワーナーパイオニア元取締役営業本部長（* 1935年）
- 8月14日 - フランク・ブランストン（Frank Branston）、イングランドの政治家（* 1939年）
- 8月14日 - キマニ・マルゲ、ケニアの世界最高齢の小学生（* 1920年?）
- 8月14日 - テッド・ケネディ（Ted Kennedy）、カナダのアイスホッケー選手（* 1925年）
- 8月14日 - ラーベリー・フェルトン（Lavelle Felton）、ドイツのバスケットボール関係者（* 1979年）
- 8月15日 - 松林宗恵、映画監督（* 1920年）
- 8月15日 - 山崎竜男、日本の政治家、元自由民主党参議院議員、第21代環境庁長官（* 1922年）
- 8月15日 - ジム・ディキンソン（Jim Dickinson）、アメリカ合衆国の音楽家（* 1941年）

## （16日 - 31日）
- 8月16日 - アリステア・キャンベル（Alistair Campbell）、ニュージーランドの詩人（* 1925年）
- 8月17日 - トゥリオ・ケツィク（Tullio Kezich）、イタリアの映画評論家（* 1928年）
- 8月17日 - ポール・ヒーリオン（Paul Healion）、アイルランドの自転車競技選手（* 1978年）
- 8月17日 - ティファニー・シメラネ、ミス・ワールド2008スワジランド代表（* 1988年）
- 8月17日 - デイビー・ウィリアムズ、メジャーリーガー（* 1927年）
- 8月18日 - 金大中、大韓民国の政治家、第15代大統領、ノーベル平和賞受賞者（* 1925年）
- 8月18日 - 下村康正、法学者（刑事法）、中央大学名誉教授（* 1925年）
- 8月18日 - ディック・ジョーンズ（Dic Jones）、ウェールズの詩人（* 1934年）
- 8月18日 - ヒルデガルト・ベーレンス、ドイツのソプラノ歌手（* 1937年）
- 8月18日 - ロバート・ノヴァク（Robert Novak）、アメリカ合衆国の政治コラムニスト（* 1931年）
- 8月18日 - ローズ・フリードマン（Rose Friedman）、アメリカ合衆国の経済学者、ミルトン・フリードマンの妻（* 1911年）
- 8月18日 - 鈴木昭生、俳優・声優、ムーンライダーズ・鈴木慶一、鈴木博文の父（* 1927年)
- 8月19日 - ドン・ヒューイット（Don Hewitt）、アメリカ合衆国CBSテレビ元プロデューサー（* 1922年）
- 8月19日 - 近藤玲子、舞踊家、日本ジャズダンス芸術協会会長、元水中バレエ団主宰（* 1923年）
- 8月19日 - 木村洋二、社会学者（* 1948年）
- 8月19日 - ヴァルター・ヤコビ、ロケット科学者（* 1918年）
- 8月20日 - 弓倉礼一、元旭化成社長（* 1928年）
- 8月20日 - セミョン・ファラダ（Semyon Farada）、ロシアの俳優（* 1933年）
- 8月20日 - 清水良次、元サンテレビジョン会長（* 1936年）
- 8月20日 - ラリー・ネクテル、アメリカ合衆国のキーボード奏者（* 1940年）
- 8月20日 - ドゥドゥ・トパーズ（Dudu Topaz）、イスラエルの俳優・コメディアン（* 1946年）
- 8月20日 - 塚本博睦、プロ野球選手（* 1918年）
- 8月21日 - ジョニー・カーター（Johnny Carter）、アメリカ合衆国のドゥーワップ歌手（* 1934年）
- 8月21日 - ジェフリー・トーザー（Geoffrey Tozer）、オーストラリアのピアニスト（* 1954年）
- 8月21日 - 磯村芳幸、プロゴルファー（* 1955年）
- 8月22日 - 吉田忠志、日本の政治家、徳島県鳴門市長、元徳島県議会議員（* 1947年）
- 8月22日 - ヴィッキ・クルーズ（Vicki Cruse）、アメリカ合衆国のエアロバティックパイロット（* 1969年）
- 8月23日 - アンナ＝マリア・ミューラー、東ドイツのリュージュ選手（* 1949年）
- 8月23日 - アレクサンドル・ボジコフ（Alexander Bozhkov）、ブルガリアの政治家（* 1951年）
- 8月23日 - バイトゥッラー・メフスード、パキスタン・ターリバーンの司令官（* 1974年）
- 8月24日 - トニー・ザイラー 、オーストリアのアルペンスキー選手、俳優（* 1935年）
- 8月25日 - 上山善紀、日本の実業家、元近畿日本鉄道社長（* 1914年）
- 8月25日 - 細川隆一郎、日本の政治評論家、ジャーナリスト、元毎日新聞編集局顧問（* 1919年）
- 8月25日 - エドワード・ケネディ 、アメリカ合衆国の政治家（* 1932年）
- 8月25日 - 佐藤節雄、日本の政治家、元北海道鷹栖町長（* 1947年）
- 8月26日 - 北重人、小説家（* 1948年）
- 8月26日 - エリー・グリーンウィッチ（Ellie Greenwich）、アメリカ合衆国のシンガーソングライター（* 1940年）
- 8月26日 - アブドゥルアズィーズ・ハキーム、イラクの政治家（* 1953年）
- 8月26日 - 三代目徳田八十吉、陶工、人間国宝（* 1933年）
- 8月27日 - セルゲイ・ミハルコフ、ロシアの作家（* 1913年）
- 8月27日 - アントニオ・ヴィルジリオ・サヴォーナ（Antonio Virgilio Savona）、イタリアの歌手（* 1920年）
- 8月27日 - ショータ・チョチョシビリ 、グルジアの格闘技選手、ミュンヘンオリンピック男子柔道金メダリスト（* 1950年）
- 8月27日 - 成奎安（成奎安）、香港の俳優（* 1955年）
- 8月27日 - タヒル・ユルダシェフ、ウズベキスタン・イスラム運動の指導者の1人（* 1967年）
- 8月28日 - リチャード・イーガン（Richard Egan）、アメリカ合衆国の外交官、在アイルランドアメリカ合衆国元特命全権大使（* 1936年）
- 8月28日 - アダム・ゴールドスタイン（Adam Goldstein）、アメリカ合衆国のナイトクラブディスクジョッキー（* 1973年）
- 8月28日 - 谷脇理史、古典学者、早稲田大学教授（* 1939年）
- 8月29日 - マディ・ラール（Mady Rahl）、ドイツの女優（* 1915年）
- 8月29日 - クリス・コナー（Chris Connor）、アメリカ合衆国のジャズ歌手（* 1927年）
- 8月29日 - フランク・ガードナー（Frank Gardner）、オーストラリアのレーサー（* 1930年）
- 8月30日 - シーラ・ルーキンス（Sheila Lukins）、アメリカ合衆国の料理研究家（* 1942年）
- 8月31日  - 繆天瑞（繆天瑞）、中華人民共和国の音楽家（* 1908年）
- 8月31日 - 深緑夏代、シャンソン歌手（* 1921年）
- 8月31日 - バリー・フラナガン（Barry Flanagan）、ウェールズの彫刻家（* 1941年）